# Język batak karo
Język batak karo, także karo  (cakap Karo) – język austronezyjski używany przez Bataków Karo w prowincji Sumatra Północna w Indonezji. Według danych z 1991 roku posługuje się nim 600 tys. osób.
Obszar grupy etnicznej Karo obejmuje dwa główne regiony: Karo Gugung (kabupaten Karo z ośrodkiem administracyjnym Kabanjahe, fragmenty kabupatenów Dairi i Simalungun) oraz Karo Jahe (kabupateny Langkat i Deli Serdang). Region górski (Karo Gugung) uchodzi za pierwotną ojczyznę i centrum kultury Karo; ludność Karo Gugung w większym stopniu oparła się wpływom zewnętrznym (w tym wpływowi kultury i języka malajskiego).
Wyróżniono dwa główne dialekty tego języka: wschodni i zachodni (z wariantami lokalnymi); różnice dialektalne dotyczą pewnego zakresu leksyki i cech fonologii. Dialekt wschodni stanowi de facto standard języka karo. W szerokim użyciu jest też język indonezyjski.
Sami użytkownicy, zwłaszcza na poziomie lokalnym, przeważnie nie identyfikują się z etnonimem „Batak”. Batak karo, reprezentujący grupę północną języków batackich, nie jest wzajemnie zrozumiały z batak toba. 
Na pocz. XX w. holenderski misjonarz M. Joustra sporządził słownik języka karo (1907); ten sam autor przyczynił się do dokumentacji kultury Karo. Badania w regionie prowadził też J.H. Neumann, twórca kolejnego słownika (wyd. 1951) i obszernego opracowania gramatycznego (1922); Neumann zajmował się również tłumaczeniem Biblii. Od II poł. XX w. starania na rzecz opisu języka karo podejmowali autorzy indonezyjscy, w tym H.G. Tarigan (wywodzący się z ludu Karo) oraz badacze związani z Pusat Pembinaan dan Pengembangan Bahasa.
Nie wypracował silnej tradycji literackiej w okresie przedkolonialnym. Rodzime pismo batackie, historycznie wykorzystywane w ograniczonym zakresie, zupełnie wyszło z użycia. We wczesnych materiałach pisanych zawarto utwory literatury ustnej. Rozwój piśmiennictwa w języku karo (w grafice łacińskiej) przypadł na II poł. XX w.